# Trichophysetis rufoterminalis
Trichophysetis rufoterminalis là một loài bướm đêm trong họ Crambidae.